# Funkcionalizem v arhitekturi
Funkcionalizem v arhitekturi je načelo, da je treba stavbe oblikovati izključno glede na njihov namen in funkcijo. Mednarodno funkcionalistično arhitekturno gibanje se je pojavilo po prvi svetovni vojni kot del vala modernizma. Njegove ideje so bile v veliki meri navdihnjene z željo po izgradnji novega in boljšega sveta za ljudi, kot so na široko in močno izrazila družbena in politična gibanja Evrope po izjemno uničujoči svetovni vojni. V tem pogledu se funkcionalistična arhitektura pogosto povezuje z idejami socializma in sodobnega humanizma.
Nov rahel dodatek k temu novemu valu arhitekture je bil, da stavbe in hiše ne bi smeli oblikovati le glede na namen funkcionalnosti, temveč bi bilo treba arhitekturo uporabljati tudi kot sredstvo za fizično ustvarjanje boljšega sveta in boljšega življenja za ljudi v najširšem smislu. Ta nova funkcionalistična arhitektura je imela najmočnejši vpliv na Češkoslovaškem, v Nemčiji, na Poljskem, v ZSSR in na Nizozemskem, od leta 1930 pa tudi v Skandinaviji in na Finskem.
To načelo je stvar zmede in polemik v stroki, zlasti v zvezi s sodobno arhitekturo, saj je manj samoumevno, kot se zdi na prvi pogled.

## Zgodovina funkcionalizma
Teoretično artikulacijo funkcionalizma v stavbah lahko izsledimo nazaj do Vitruvijeve triade, kjerutilitas (različno prevedeno kot 'blago', 'udobje' ali 'uporabnost') stoji poleg firmitas (trdnost) in venustas (lepota) kot eden od treh v klasičnih ciljih arhitekture. Funkcionalistični pogledi so bili značilni za nekatere gotske arhitekte. Zlasti Augustus Welby Pugin je zapisal, da »na stavbi ne sme biti nobenih značilnosti, ki niso potrebne za udobje, gradnjo ali primernost« in »vsi okraski morajo biti sestavljeni iz obogatitve bistvene konstrukcije stavbe«.
Leta 1896 je čikaški arhitekt Louis Sullivan skoval frazo Oblika sledi funkciji. Vendar se ta aforizem ne navezuje na sodobno razumevanje izraza 'funkcija' kot uporabnosti ali zadovoljevanja potreb uporabnikov; namesto tega je temeljil na metafiziki kot izrazu organskega bistva in bi ga lahko parafrazirali kot pomen 'usode'.
Sredi 1930-ih so o funkcionalizmu začeli razpravljati kot o estetskem pristopu in ne o celovitosti oblikovanja (uporabe). Ideja funkcionalizma je bila povezana s pomanjkanjem ornamentike, kar je druga stvar. Postal je pejorativen izraz, povezan z najbolj plešastimi in najbolj brutalnimi načini pokrivanja prostora, kot so cenene poslovne stavbe in lope, nato pa se je končno uporabil, na primer v akademski kritiki geodetskih kupol Buckminsterja Fullerja, preprosto kot sinonim za gauche.
Vplivni ameriški arhitekt Philip Johnson je 70 let menil, da stroka nima nikakršne funkcionalne odgovornosti, in to je eno izmed mnogih današnjih stališč. Stališče postmodernega arhitekta Petra Eisenmana temelji na uporabniku sovražnih teoretičnih osnovah in še bolj skrajno: »Jaz ne delam funkcije«.

## Modernizem
Na priljubljene predstave o moderni arhitekturi močno vplivajo dela francosko-švicarskega arhitekta Le Corbusierja in nemškega arhitekta Miesa van der Roheja. Oba sta bila funkcionalista vsaj do te mere, da so bile njune stavbe radikalne poenostavitve prejšnjih slogov. Leta 1923 je Mies van der Rohe delal v Weimarju v Nemčiji in začel svojo kariero s proizvodnjo radikalno poenostavljenih, ljubečih podrobnih struktur, ki so dosegle Sullivanov cilj inherentne arhitekturne lepote. Le Corbusier je znano rekel, da je »hiša stroj za bivanje«; njegova knjiga Vers une architecture iz leta 1923 je bila in je še vedno zelo vplivna, njegovo zgodnje zgrajeno delo, kot je vila Savoye v Poissyju v Franciji, pa velja za prototipsko delujoče.

## Funkcionalizem v krajinski arhitekturi
Razvoj funkcionalizma v krajinski arhitekturi je potekal vzporedno z njegovim razvojem v stavbni arhitekturi. V stanovanjskem obsegu so oblikovalci, kot so Christopher Tunnard, James Rose in Garrett Eckbo, zagovarjali oblikovalsko filozofijo, ki je temeljila na ustvarjanju prostorov za bivanje na prostem in integraciji hiše in vrta. V širšem obsegu je nemški krajinski arhitekt in načrtovalec Leberecht Migge zagovarjal uporabo užitnih vrtov v projektih socialnih stanovanj kot način za boj proti lakoti in povečanje samooskrbe družin. V še večjem obsegu je Congrès International d'Architecture Moderne zagovarjal strategije urbanega oblikovanja, ki temeljijo na človeških razmerjih in podpirajo štiri funkcije človeškega naselja: stanovanje, delo, igra in prevoz.